# Bernhard de Saint-Gall
Bernhard ( † le 9 juin ?) fut abbé du monastère de Saint-Gall de 883 à 890. 

## Biographie
Bernhard fut vraisemblablement d’origine noble puisqu'il a comme les épithètes « nobilis » et « serenissimus » dans les documents le suggèrent. Cité comme prieur en 870, 876 et 882, il fut élu à l'unanimité abbé de Saint-Gall. Il fut ordonné le 6 décembre 883 en présence de l'empereur Charles III le Gros. 
En 887, l’empereur confirma l’immunité du couvent. Ensuite, le roi Arnoul fut d'abord bien disposé à l'égard du couvent, mais finit par déposer Bernhard en 890, après que ce dernier eut participé à un complot contre lui. Cette déposition est documentée dans les actes d'Arnulf du 14 mai 890.

## Littérature
- « Bernhard » dans le Dictionnaire historique de la Suisse en ligne.